# Institution Saint-Michel
L'Institution Saint-Michel: Collège et Lycée, est un établissement scolaire français privé sous contrat d'association avec l'État avec internat fondé le 13 mai 1924 par l'Archidiocèse de Cambrai en tant que 'Petit Séminaire de Solesmes' dans des bâtiments plus anciens situés à Solesmes, une commune française placée sous la division administrative de l’Arrondissement de Cambrai (Cambrésis) dans le département du Nord en région Hauts-de-France. L'Institution est réglementée contractuellement par l'Académie de Lille, une ramification du ministère de l'Éducation nationale et accueille en moyenne un millier d'étudiants,.

## International

### Jumelages
Les écoles partenaires de l’Institution pour les échanges éducatifs incluent,:
- États-Unis: La "Patrick Henry High School" à San Diego, Californie[11],[12].
- États-Unis: "Hampshire Regional High School" à Westhampton, Massachusetts[13].
- Royaume-Uni: "Grammar School at Leeds (GSAL)" à Leeds[14].
- Allemagne: "Collège Annette-Von-Droste-Hülstoff" à Düsseldorf[15].
- Allemagne: "Goethe-Gymnasium" à Düsseldorf[16].
- Pologne: Le "Lycée II Nicolas Copernic" à Cieszyn[17].

### Personnalités liées
- Jacques Legrand (football) (1931-2016), professeur de sport[18],[19],[20].